# Lac-du-Cerf
Lac-du-Cerf est une municipalité qui fait partie de la municipalité régionale de comté d'Antoine-Labelle au Québec (Canada), située dans la région administrative des Laurentides.

## Toponymie
Elle tire son nom du lac du Cerf (grand et petit). Les gens de la région des Hautes-Laurentides prononcent généralement le "f" de Lac-du-Cerf.

## Histoire

### Chronologie
- 1915 : Arrivée des premiers colons, M. Élie Brousseau et son épouse Mme Nérée Faubert, qui souhaitent échapper ainsi à la conscription. Ils s'installent au bord du petit lac du Cerf, à l'emplacement actuel du camping Dicaire[1].
- 1918 : Arrivée de M. Joseph Boismenu et de son épouse Mme Georgiana Faubert (sœur de Nérée Faubert) qui quittent Montréal pour fuir la conscription et s'installent dans l'une des deux habitations construites par les premiers colons et arrivée de M. et Mme Céryle Poirier ainsi que de M. et Mme Noé Landry[1].
- 1919 : Arrivée des familles Émard, Léonard, Maillé et Ouimet.
- 1919 : Construction de deux ponts couverts par M. Massy sur l'île Longue, au-dessus de la rivière du Lièvre, afin de relier l'établissement à Notre-Dame-de-Pontmain[1].
- 16 octobre 1921 : Naissance du premier enfant au Lac-du-Cerf nommé Joseph Boismenu, fils de M. Joseph Boismenu et de Mme Georgiana Faubert[1].
- 1924 : Construction du premier moulin à scie sur la rivière du Lièvre par M. Napoléon Blais[1].
- 1939 Ouverture d'un bureau de poste sous le nom de Lac-du-Cerf. Fondation de la mission catholique Notre-Dame-de-Lourdes.
- 1940 Inauguration de l'actuelle église paroissiale.
- 1944 Ouverture des registres de la paroisse Notre-Dame-de-Lourdes.
- 1948 Arrivée des Sœurs de Sainte-Croix de Saint-Laurent.
- 1950 : Arrivée de l'électricité[1].
- 18 décembre 1954 : Proclamation de Lac-du-Cerf en tant que municipalité distincte de Saint-Aimé-du-Lac-des-Îles et de Notre-Dame-de-Pontmain[1].
- 16 janvier 1955 : Constitution de la municipalité de Lac-du-Cerf par détachement de celles de Saint-Aimé-du-Lac-des-Iles et de Notre-Dame-de-Pontmain, à l’initiative de Joseph Boismenu et Rosario Wester et de leurs démarches auprès du député-ministre Albiny-Paquette[2].
- 19 janvier 1955 : Élection par acclamation de Joseph Boismenu en tant que premier maire de la municipalité de Lac-du-Cerf[1],[2].
- 24 janvier 1955 : Élections des premiers conseillers municipaux Donat Valiquette, Léon Léonard, Henri Filion, Léo Léonard, Raymond Charbonneau et Fernand Ouimet[1],[2].
- 1986 Érection canonique de la paroisse Notre-Dame-de-Lourdes.
- 1990 La population de Lac-du-Cerf est de 371 habitants.
- 2000 La population de Lac-du-Cerf est de 441 habitants.
- 2005 La population de Lac-du-Cerf est de 458 habitants

## Géographie
La municipalité est située sur les berges du Grand lac du Cerf et du Petit lac du Cerf. La rivière du Lièvre en délimite le nord en coulant vers le sud-ouest.

## Démographie
| 1991 | 1996 | 2001 | 2006 | 2011 | 2016 | 2021 |
| ---- | ---- | ---- | ---- | ---- | ---- | ---- |
| 409  | 425  | 420  | 424  | 415  | 435  | 445  |

## Administration
Les élections municipales se font en bloc pour le maire et les six conseillers.
| Maires depuis 2003                                                                                                   |                      |         |          |
| Élection | Maire                | Qualité | Résultat |
| 2003 | Denis Simard         |         | Voir     |
| 2005 | Denis Simard         | Voir    |          |
| 2009 | Pauline Ouimet       |         | Voir     |
| 2013 | Danielle Ouimet      |         | Voir     |
| 2017 | Danielle Ouimet      | Voir    |          |
| 2021 | Nicolas Pentassuglia |         | Voir     |
| Élection partielle en italique Depuis 2005, les élections sont simultanées dans toutes les municipalités québécoises |                      |         |          |

## Galerie photos

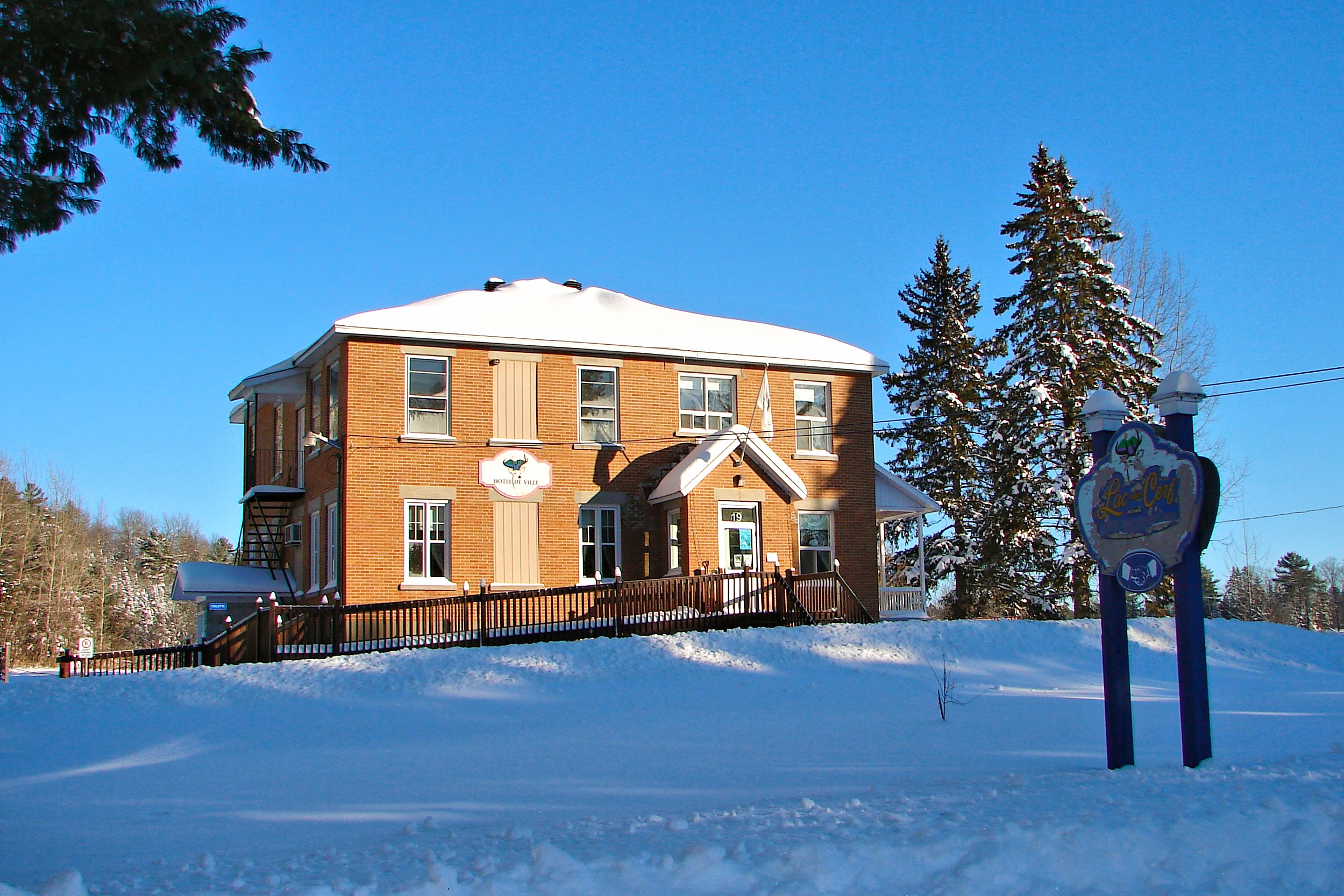
Hôtel de Ville à Lac-du-Cerf